# Ольховский, Владислав Сергеевич
Владисла́в Серге́евич Ольхо́вский (5 февраля 1938 — 23 апреля 2020) — советский и украинский физик, доктор физико-математических наук, профессор Института ядерных исследований НАН Украины.

## Биография
Родился в семье военного моряка в Приморском крае. Выпускник радиофизического факультета Киевского университета 1960 года по специальности «ядерная физика» (диплом с отличием). В 1960—1963 годы учился в аспирантуре Киевского университета. В 1964 году защитил кандидатскую диссертация по специальности «Физика ядра, элементарных частиц и высоких энергий», в 1989 году — докторскую диссертацию в Институте ядерных исследований НАНУ.
Диссертации:
- Взаимодействие нейтронов с ядрами : диссертация … кандидата физико-математических наук : 01.00.00 / В. С. Ольховский Киев, 1963—170 с. : ил. — Библиогр.: с. 127—131.
- Методы исследования ядерных реакций с помощью анализа их длительностей и энергетической структуры S-матрицы : диссертация … доктора физико-математических наук : 01.04.16 Киев, 1986—320 с. — Библиогр.: с. 270—320.

С 1994 года — заведующий лабораторией временного анализа ядерных процессов Института ядерных исследований НАНУ.
Скончался 23 апреля 2020 г.

## Научная деятельность
Вёл исследования в сферах аналитической теории матриц рассеяния, явлений суперлуминации, проблем времени в квантовой физике, не обратимости времени, временного анализа ядерного синтеза во Вселенной и ядерной хронометрии. Также является автором работ по христианскому богословию и апологетике.